# 대만줄무늬다람쥐
대만줄무늬다람쥐 또는 동부줄무늬다람쥐(Tamiops maritimus)는 다람쥐과에 속하는 설치류의 일종이다. 중국 남부와 동부(하이난성 포함), 대만, 라오스, 베트남의 메콩강 동부에서 발견된다. 나무 위에서 주로 생활하는 주행성 동물로 과일과 씨앗, 곤충을 먹는다. 또는 생강(Alpinia kwangsiensis) 즙을 먹기도 한다. 4종의 아종이 알려져 있다.

## 아종
- T. m. maritimus
- T. m. hainanus
- T. m. moi
- T. m. monticolus